# Guillaume Louis Isidore Goupy
Guillaume Louis Isidore Goupy est un banquier et homme politique français né le 10 mars 1760 à Paris et décédé le 26 avril 1818 dans la même ville.

## Biographie
Guillaume Louis Isidore Goupy est le fils de Claude-Martin Goupy et de Marie Anne Charlotte Mazure. Gendre du banquier Jean Marin Gaspard Busoni et de Marine Veronese, il est le père du banquier Louis Goupy (Busoni, Louis Goupy & Cie).
Banquier et régent de la Banque de France, il s'occupe de questions financières et est député de la Seine de 1817 à 1818, siégeant à droite.

## Sources
- « Guillaume Louis Isidore Goupy », dans Adolphe Robert et Gaston Cougny, Dictionnaire des parlementaires français, Edgar Bourloton, 1889-1891 [détail de l’édition]